# George H. Pendleton
George Hunt Pendleton (19 de julho de 1825 – 24 de novembro de 1889) foi um congressista e senador pelo estado de Ohio, no norte dos Estados Unidos. Ele serviu na Câmara dos Representantes como líder da facção pacifista (os Copperheads) do Partido Democrata durante a guerra civil americana. Ele fazia forte oposição a administração de Abraham Lincoln e se opôs a aprovação da Décima Terceira Emenda à Constituição dos Estados Unidos (que aboliu a escravidão). Foi candidato a vice-presidência do país em 1864, na chapa de George B. McClellan (um War Democrat); eles acabaram perdendo. Uma vez no senado, em 1883, mandou para o plenário a Lei Pendleton de Reforma do Serviço Civil, que estabeleceu que cargos no funcionalismo do governo federal deveriam ser preenchidos na base do mérito e não por filiação partidária.